# Hereroa odorata
Hereroa odorata är en isörtsväxtart som först beskrevs av L. Bol., och fick sitt nu gällande namn av L. Bol. Hereroa odorata ingår i släktet Hereroa och familjen isörtsväxter. Inga underarter finns listade i Catalogue of Life.